# Acido fluorosolfonico
L'acido fluorosolforico (o fluorosolfonico, nome apparentemente più diffuso, ma improprio), caratterizzato da formula chimica FSO3H, è uno dei più forti acidi esistenti. La formula di struttura contratta FSO2OH permette di evidenziare maggiormente l'analogia strutturale con l'acido solforico (HOSO2OH), dal quale si può considerare derivato per sostituzione di un gruppo ossidrile -OH con un atomo F di fluoro di più elevata elettronegatività. Analogamente all'acido solforico la geometria molecolare è tetraedrica distorta.

## Proprietà chimiche
L'acido fluorosolforico si presenta come un liquido incolore solubile in solventi organici polari e scarsamente solubile in solventi apolari. In relazione alla sua forte acidità, è in grado di protonare molti composti organici (perfino deboli accettori) dissolvendoli. In presenza di acqua o umidità l'acido fluorosolforico tende a subire idrolisi producendo acido solforico e acido fluoridrico; l'aggiunta di acqua a FSO3H, analogamente al caso relativo all'acido solforico, può generare una violenta reazione. L'acido triflico CF3SO3H mantiene l'elevata acidità dell'acido fluorosolforico ma è più stabile rispetto all'idrolisi.

## Sintesi e applicazioni
L'acido fluorosolforico viene preparato per reazione dell'acido fluoridrico con l'anidride solforica:
{\displaystyle {\ce {SO3 + HF -> FSO3H}}}
In alternativa, si può effettuare la sintesi facendo reagire idrogenodifluoruro di potassio KHF2 o fluoruro di calcio CaF2 con oleum a 250 °C. Il composto ottenuto viene purificato dapprima eliminando l'acido fluoridrico tramite insufflazione di gas inerte, e successivamente effettuando una distillazione.
L'acido fluorosolforico viene utilizzato per effettuare l'isomerizzazione degli alcani e l'alchilazione degli idrocarburi con alcheni. Può essere utilizzato anche come agente fluorurante di laboratorio.

## Superacidi
L'acido fluorosolforico è uno dei più forti acidi di Brønsted semplici conosciuti. Possiede Ka 1010 (l'acido solforico ha Ka1 = 103) e la sua combinazione con l'acido di Lewis SbF5 produce il cosiddetto "acido magico", scoperto dal premio Nobel per la chimica George Andrew Olah, agente protonante molto più forte. Questo genere di acidi viene definito "superacido".